# Jordan Burns
Jordan Kennedy Burns (Jackson, Tennessee; 28 de agosto de 1997) es un baloncestista estadounidense que pertenece a la plantilla de los Tijuana Zonkeys del CIBACOPA. Con 1,83 metros de estatura, juega en la posición de base.

## Trayectoria deportiva

### Universidad
Jugó cinco temporadas con los Raiders de la Universidad Colgate, en las que promedió 15,0 puntos, 3,1 rebotes, 4,5 asistencias y 1,3 robos de balón por partido. Promedió 16,8 puntos, 4,3 rebotes y 5,3 asistencias por partido en su último año. Ayudó a llevar a los Raiders a participar en un torneo de la NCAA. Fue nombrado Jugador del Año de la Patriot League y fue incluido en el mejor quinteto de la conferencia. Se declaró elegible para el draft de la NBA de 2021 en lugar de utilizar el año adicional de elegibilidad que le otorgó la NCAA debido a la pandemia de COVID-19.

#### Estadísticas
| Año     | Equipo  | PJ  | PT | MPP  | %TC  | %3P  | %TL  | RPP | APP | ROB | TPP | PPP  |
| ------- | ------- | --- | -- | ---- | ---- | ---- | ---- | --- | --- | --- | --- | ---- |
| 2017–18 | Colgate | 31  | 19 | 27.3 | .431 | .365 | .763 | 2.6 | 3.0 | .8  | .1  | 11.9 |
| 2018–19 | Colgate | 30  | 30 | 32.9 | .438 | .394 | .821 | 3.0 | 5.7 | 1.2 | .1  | 16.3 |
| 2019–20 | Colgate | 34  | 34 | 32.4 | .404 | .359 | .785 | 3.1 | 4.5 | 1.7 | .1  | 15.8 |
| 2020–21 | Colgate | 16  | 16 | 29.3 | .402 | .423 | .899 | 4.3 | 5.3 | 1.6 | .2  | 16.8 |
| Total   | Total   | 111 | 99 | 30.7 | .419 | .378 | .813 | 3.1 | 4.5 | 1.3 | .1  | 15.0 |

### Profesional
Tras no ser elegido en el Draft de la NBA de 2021, firmó con los San Antonio Spurs el 11 de octubre un contrato a prueba. Sin embargo, fue despedido tres días después. El 27 de octubre firmó con los Austin Spurs como jugador afiliado. Fue despedido el 12 de enero de 2022.
El 15 de enero de 2022 firmó con los Maine Celtics a través del grupo de jugadores disponibles. Fue despedido una semana después, tras dos partidos disputados.
El 22 de julio de 2022 fichó por el Twarde Pierniki Toruń de la liga polaca.
El 19 de noviembre de 2022 fichó por los Caledonia Gladiators de la British Basketball League (BBL).
El 15 de mayo de 2024, Burns firmó con Piratas de Los Lagos de la Liga Baquet Pro.